# Tamara Rakić
Tamara Rakić est une ancienne joueuse de volley-ball serbe née le 22 septembre 1987 à Valjevo. Elle mesure 1,88 m et jouait au poste de réceptionneuse-attaquante. 

## Clubs
| Club                     | De        | À         |
| ------------------------ | --------- | --------- |
| Srbijanka                | 2001-2002 | 2003-2004 |
| Étoile Rouge             | 2004-2005 | 2007-2008 |
| ŽOK Dinamo               | 2008-2009 | 2008-2009 |
| Étoile Rouge             | 2009-2010 | 2011-2012 |
| Ienisseï Krasnoïarsk     | 2012-2013 | 2012-2013 |
| LTS Legionovia Legionowo | 2013-2014 | 2013-2014 |
| ŽOK Železničar           | 2014-2015 | 2016-2017 |

## Palmarès

### Clubs
- Championnat de Serbie (3)
  - Vainqueur : 2010, 2011, 2012
- Coupe de Serbie (3)
  - Vainqueur : 2010, 2011, 2012.

### Distinctions individuelles
- Coupe de la CEV féminine 2009-2010: Meilleure réceptionneuse.